# نیلوکان
نیلوکان، روستایی از توابع بخش سرباز شهرستان سرباز در استان سیستان و بلوچستان ایران است.

## جمعیت

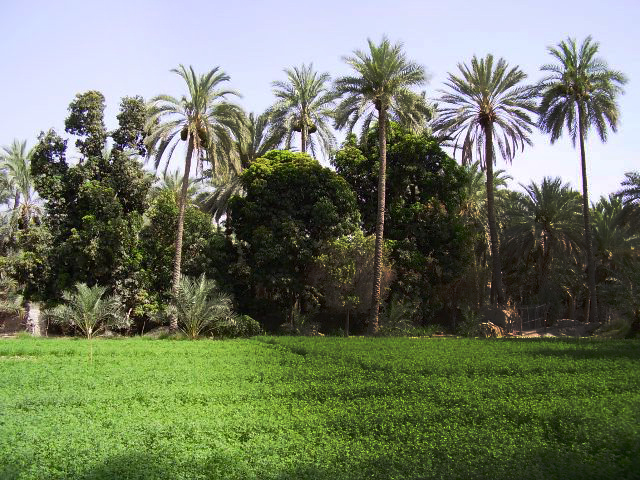
روستای نیلوکان

این روستا در دهستان کیشکور قرار دارد و براساس سرشماری مرکز آمار ایران در سال ۱۳۸۵، جمعیت آن ۳۸ نفر (12خانوار) بوده‌است. این روستا از جمله روستاهای کم جمعیت استان سیستان و بلوچستان است ولی در عین حال دارای موقعیت بسیار مهمی از نظر اقلیمی قرار دارد که میتواند نقطه ثقل راه های مواصلاتی شهرستان سرباز باشد.